# Дензен
Дензен (њем. Deensen) општина је у њемачкој савезној држави Доња Саксонија. Једно је од 32 општинска средишта округа Холцминден. Према процјени из 2010. у општини је живјело 1.553 становника. Посједује регионалну шифру (AGS) 3255007.

## Географски и демографски подаци
Дензен се налази у савезној држави Доња Саксонија у округу Холцминден. Општина се налази на надморској висини од 251 метра. Површина општине износи 11,0 km². У самом мјесту је, према процјени из 2010. године, живјело 1.553 становника. Просјечна густина становништва износи 141 становника/km².

## Међународна сарадња
| Мјесто | Држава    | Врста сарадње | Од    |
| ------ | --------- | ------------- | ----- |
|        | Француска | партнерство   | 1988. |
| Извор  |           |               |       |